# Eparquia de Gorakhpur
A Eparquia de Gorakhpur (Latim:Eparchia Gorakhpurensis ) é uma eparquia pertencente a Igreja Católica Siro-Malabar com rito Siro-Malabar. Está localizada na cidade de Gorakhpur, no estado de Utar Pradexe, pertencente a Arquidiocese de Agra na Índia. Foi fundada em 1984 pelo Papa João Paulo II. Com uma população católica de 3.368 habitantes, sendo 0,2% da população total, possui 31 paróquias com dados de 2018.

## História
Em 19 de junho de 1984 o Papa João Paulo II cria a Eparquia de Gorakhpur a partir da Diocese de Varanasi. Desde sua fundação em 1984 pertence a Igreja Católica Siro-Malabar, com rito Siro-Malabar.

## Lista de eparcas
A seguir uma lista de bispos desde a criação da eparquia em 1984.
|                      | Nome                          | Período              | Notas                |
| Eparcas de Gorakhpur | Eparcas de Gorakhpur          | Eparcas de Gorakhpur | Eparcas de Gorakhpur |
| -------------------- | ----------------------------- | -------------------- | -------------------- |
| 3º                   | Mathew Nellikunnel, C.S.T.    | 2023 - atual         |                      |
| 2º                   | Thomas Thuruthimattam, C.S.T. | 2006 - 2023          | eparca emérito       |
| 1º                   | Dominic Kokkat, C.S.T.        | 1984 - 2006          |                      |